# Ümit Tütünci
Ümit Tütünci (* 1. Oktober 1984 in Akçaabat) ist ein türkischer Fußballspieler.

## Karriere

### Vereinskarriere
Ümit Tütünci begann dem Vereinsfußball in der Jugend von Trabzonspor und spielte anschließend in den Jugendabteilungen von Bahçelispor und Gençlerbirliği Ankara. Im Sommer 2003 wechselte er mit einem Profivertrag zu Gençlerbirliği OFTAŞ. Dieser Verein wurde gerade von Gençlerbirliği Ankara aufgekauft und dafür genutzt jungen Spielern aus der eigenen Jugend Spielpraxis in einer Profiliga zu ermöglichen. Hier erhielt er auch sofort einen Stammplatz und stieg mit seiner Mannschaft zum Saisonende als Meister der TFF 3. Lig in die TFF 2. Lig auf.
Die nächsten zwei Spielzeiten verbrachte er als Leihspieler bei Zonguldakspor, Karşıyaka SK und Türk Telekomspor. Zur Saison 2006/07 kehrte er wieder zu Gençlerbirliği OFTAŞ. Mittlerweile spielte dieser Verein in der zweithöchsten türkischen Spielklasse der TFF 1. Lig. Hier eroberte er auch einen Stammplatz und stieg zum Saisonende mit seiner Mannschaft als Meister der TFF 1. Lig in die Süper Lig auf. 
Die nächste Spielzeit begann er zwar in der Süper Lig, wurde aber bereits am dritten Spieltag an den Zweitligisten Orduspor ausgeliehen. Hier erzielte er in 21 Spielen 10 Treffer und schaffte damit seinen bisherigen Karriererekord bzgl. Saisontrefferanzahl.
Nach dieser erfolgreichen Spielzeit wechselte er zur nächsten Spielzeit zum Stammverein Gençlerbirliği Ankara. Hiernach er zwar an dem Vorsaison-Vorbereitungscamp teil, wurde aber anschließend in die Liste der Leihspieler gesetzt. Die anstehende Saison verbrachte er jeweils zu einer Hälfte bei Kartalspor und bei Hacettepe SK.
Zur Spielzeit 2009/10 wechselte er zum Erstligisten Gaziantepspor. Hier spielte er eine Spielzeit ohne sich durchsetzen zu können. Zur neuen Saison trennte er von diesem Verein und heuerte beim Zweitligisten Giresunspor an. Hier blieb er bis zur Winterpause und wechselte dann zu Kayseri Erciyesspor.
Die Saison 2011/12 begann er beim Zweitligisten Boluspor und wechselte zur Rückrunde zum stark abstiegsbedrohten TKİ Tavşanlı Linyitspor. Mit seinen sieben Treffern in zwölf Spielen half er seiner Mannschaft den Klassenerhalt zu schaffen. Obwohl er diese Spielzeit bei zwei Vereinen verbrachte, brach er mit elf Saisontreffern seinen bisherigen Karriererekord. 
Nach eineinhalb Spielzeiten verließ er Tavşanlı Linyitspor und wechselte innerhalb der Liga zu Adanaspor. Hier konnte er an seine Leistungen der vorherigen Saison nicht anknüpfen und wechselte zur Winterpause 2013/14 zum Ligakonkurrenten Denizlispor.
In der Rückrunde kam er nur sechsmal zum Einsatz, sodass er Adanaspor wieder verließ und zur neuen Saison 2014/15 bei Orduspor unterschrieb. Bereits zur nächsten Winterpause verließ er diesen Verein Richtung Drittligist Göztepe Izmir.
Zur Saison 2015/16 wechselte er zum Zweitligisten Elazığspor und in der Winterpause der Saison 2016/17 zum Viertligisten Manisa Büyükşehir Belediyespor.

## Erfolge
Mit Gençlerbirliği OFTAŞ
- Meister der TFF 3. Lig und Aufstieg in die TFF 2. Lig: 2003/04
- Meister der TFF 1. Lig und Aufstieg in die Süper Lig: 2006/07